# David Howard (Segler)
David Ewart „Dave“ Howard (* 5. März 1918 in Thunder Bay, Ontario; † 21. Januar 2023) war ein kanadischer Regattasegler.

## Werdegang
David Howard studierte Betriebswirtschaft an der University of Toronto. Während des Zweiten Weltkriegs diente er als Offizier bei der Royal Canadian Navy und wurde später Leutnant. Nach dem Krieg wurde er Mitglied im Royal Canadian Yacht Club und belegte zusammen mit seinem Bruder Clifford und Donald Tytler bei den Olympischen Spielen 1956 den achten Platz in der Drachen-Regatta. Zwei Jahre zuvor gewann David Howard den Canada Cup. Später war er mit der Restaurierung von Booten beschäftigt und war Commodore des Royal Canadian Yacht Club. 2018 wurde er in die Canadian Sailing Hall of Fame aufgenommen.
David Howard starb am 21. Januar 2023 im Alter von 104 Jahren.